# NGC 4333
NGC 4333 est une galaxie spirale barrée située dans la constellation de la Vierge. NGC 4333 a été découverte par l'astronome germano-britannique William Herschel en 1784.

## Caractéristiques
La classe de luminosité de NGC 4333 est I-II et elle présente une large raie HI. Selon la base de données Simbad, NGC 4333 est une galaxie LINER, c'est-à-dire une galaxie dont le noyau présente un spectre d'émission caractérisé par de larges raies d'atomes faiblement ionisés.

### Distance
Sa vitesse par rapport au fond diffus cosmologique est de 7 361 ± 24 km/s, ce qui correspond à une distance de Hubble de 108,6 ± 7,6 Mpc (∼354 millions d'al).

### Galaxie active
NGC 4333 une galaxie active (AGN). 

## Paire optique de galaxies
Selon E.L. Turner, les galaxies NGC 4333 et NGC 4339 forment une paire de galaxies rapprochées. La distance de Hubble de NGC 4339 est cependant beaucoup plus petite (11,1 ± 4,3 pc. Ces deux galaxies forment donc une paire purement optique.

## Amas de la Vierge
Bien que cette galaxie ne figure dans aucun groupe des sources consultées, sa désignation VCC 637 (Virgo Cluster Catalog) indique qu'elle fait partie de l'amas de la Vierge. Il s'agit d'une erreur, car les galaxies les plus lointaines de cet amas sont celles du groupe de NGC 4235, qui sont à une distance moyenne de 110 millions d'années-lumière.